# The Recall
The Recall is een Canadees-Amerikaanse sciencefiction-horrorfilm uit 2017, onder regie van Mauro Borrelli. De hoofdrollen worden vertolkt door Wesley Snipes, RJ Mitte, Jedidiah Goodacre en Laura Bilgeri.

## Verhaal
Vijf vrienden trekken er op uit om op vakantie te gaan in de wildernis. Aldaar ontmoetten ze The Hunter, een voormalige straaljagerpiloot die ondergedoken leeft wachtend op de fatale dag. De Aarde wordt opgeschrikt door onverklaarbare meteorologische verschijnselen, waarna een ufo landt nabij waar de vijf vrienden verblijven. Hoogbegaafde en angstaanjagende aliens verschijnen met onduidelijke bedoelingen. The Hunter gaat onmiddellijk de strijd aan met de aliens, waarna de vrienden moeten vertrouwen op de excentrieke Hunter om de buitenaardse invasie te kunnen overleven.

## Rolverdeling
| Acteur                  | Personage       |
| ----------------------- | --------------- |
| Wesley Snipes           | The Hunter      |
| RJ Mitte                | Brendan         |
| Jedidiah Goodacre       | Charlie         |
| Laura Bilgeri           | Annie           |
| Niko Pepaj              | Rob             |
| Hannah Rose May         | Kara            |
| Sean Millington         | Colonel McAllen |
| Graham Shiels           | Romanovich      |
| Viccellous Reon Shannon | Jackson         |

## Productie
The Recall is een van de weinige films die gebruik heeft gemaakt van het Barco Escape formaat. Voorafgaande aan het uitbrengen van de film was een speciale VR trailer voor de film gemaakt.

## Ontvangst
De film kreeg voornamelijk negatieve reviews van filmcritici.